# 연정토
연정토(淵淨土, ?~?)는 고구려 대막리지 연개소문의 동생이다.

## 생애
665년에 연개소문이 죽고, 그의 아들 3형제 사이에서 분쟁이 일어나 연남생이 당나라에 항복하자, 상황이 불리한 것을 깨닫고 신라로 망명하였다. 문무왕으로부터 생계를 보장받고 서라벌 주변에서 살다가 668년 당나라에 사신으로 건너간 뒤 다시 돌아오지 않았다.

## 가계
- 조부 : 연자유(淵子遊)
- 조모 : 미상
  - 아버지 : 연태조(淵太祚, ?~631년 이전)
  - 어머니 : 소씨(蘇氏)
    - 형 : 연개소문(淵蓋蘇文, ?~665)
    - 형수 : 미상
    - 누이 : 연수영(淵秀英)

## 연정토가 등장하는 작품
- 《삼국기》(KBS, 1992년~1993년 배우:김영기
- 《연개소문》(SBS, 2006년~2007년, 배우:이경영, 강민)